# Aderus biannulatus
Aderus biannulatus es una especie de coleóptero de la familia Aderidae. Fue descrita científicamente por Maurice Pic en 1953.

## Distribución geográfica
Habita en Madagascar.